# Búfalo (álbum de La Mississippi)
Búfalo es el duodécimo álbum de la banda argentina de blues y rock La Mississippi (el décimo en estudio).
Este es el primer disco del grupo como quinteto, despojándose de su sección de vientos. A raíz de esto, el material adquiere un corte más roquero y crudo.

## Historia
Desde principios de 2010, La Mississippi reformuló la estructura de grupo, mutando de septeto a quinteto eléctrico, sin la sección de vientos que caracterizara el sonido del grupo.
Durante los ensayos y encuentros de la banda fueron surgiendo las canciones que conformarían Búfalo, explorando una forma más directa y cruda en la composición.
Búfalo se grabó en el estudio Norberto Napolitano del programa "Cuál es?" (FM Rock & Pop), durante los días 16, 17 y 18 de mayo de 2011, mientras que «Ermitaño» se registró en los Estudios Panda el 15 de junio del mismo año. La mezcla y masterización se realizó en Panda, conjuntamente con el ingeniero Mariano Bilinkis.
El disco contiene once temas, de los cuales nueve son canciones inéditas y 
dos son versiones. Los covers son «Hells Bells» (AC/DC) y el ya clásico «Ermitaño» (incluido originalmente en Sietevidas), con la voz de quien había sido su fuente de inspiración: Ricardo Iorio. En esta canción también participa Claudio Marciello en guitarras. 
Búfalo incluye un DVD con material audiovisual registrado durante los días de grabación en los estudios Norberto Napolitano y Panda, además de los videoclips de «Un día más» y «La ciudad».
El diseño del arte de tapa y edición de los videos estuvo a cargo de Pablo Vallone y Ricardo Tapia, mientras que las fotografías fueron realizadas por 
Santiago “Gallo” Bluguermann y Hugo Grassi. El material audiovisual fue obtenido por la gente de Pichuco Films.
La producción general del disco estuvo a cargo de La Mississippi. Fue publicado y distribuido por DBN.. 

## Lista de canciones
| N.º   | Título                                             | Escritor(es)                               | Duración |  |
| 1.    | «El titular»                                       | R. Tapia, G. Ginoi, C. Cannavo, J.C. Tordó | 2:49     |  |
| 2.    | «Salvavidas»                                       | R. Tapia, G. Ginoi, C. Cannavo, J.C. Tordó | 3:27     |  |
| 3.    | «Búfalo»                                           | R. Tapia, G. Ginoi, C. Cannavo, J.C. Tordó | 3:59     |  |
| 4.    | «Ermitaño» (con Ricardo Iorio y Claudio Marciello) | R. Tapia, G. Ginoi, J.C. Tordó             | 2:48     |  |
| 5.    | «La máquina del amor»                              | R. Tapia, G. Ginoi, C. Cannavo, J.C. Tordó | 4:08     |  |
| 6.    | «No confío»                                        | R. Tapia, G. Ginoi, C. Cannavo, J.C. Tordó | 3:11     |  |
| 7.    | «Rara»                                             | R. Tapia, G. Ginoi, C. Cannavo, J.C. Tordó | 3:49     |  |
| 8.    | «Un día más que se va»                             | R. Tapia, G. Ginoi, C. Cannavo, J.C. Tordó | 4:15     |  |
| 9.    | «Hells Bells»                                      | A. Young, M. Young, B. Johnson             | 3:33     |  |
| 10.   | «La ciudad»                                        | R. Tapia, G. Ginoi, C. Cannavo, J.C. Tordó | 4:13     |  |
| 11.   | «Sólo un paso»                                     | R. Tapia, G. Ginoi, C. Cannavo, J.C. Tordó | 3:21     |  |
| 39:33 |                                                    |                                            |          |  |

## Músicos

#### La Mississippi
- Ricardo Tapia — voz, guitarra eléctrica, guitarra dobro y coros.
- Gustavo Ginoi — guitarras eléctricas.
- Claudio Cannavo — bajo eléctrico.
- Juan Carlos Tordó — batería.
- Gastón Picazo — teclados.

#### Músicos invitados
- Ricardo Iorio — voz en «Ermitaño».
- Claudio Marciello — guitarra en «Ermitaño».[5]